# 武野一起
武野 一起（たけの かずき、1964年2月13日 - ）は、日本のテレビプロデューサー。讀賣テレビ放送取締役執行役員営業・東京支社担当兼営業局長。大阪府出身。

## 来歴・人物
京都大学卒業後、読売テレビに入社。1987年に「鶴瓶・上岡パペポTV」のADとなり、同番組のディレクターとして知られる白岩久弥とは、以後長年に渡り上司と部下の関係となる。1998年、読売テレビと吉本興業との共同出資で設立された番組制作会社・ワイズビジョンへ出向した際、白岩と共に東京へと移り、白岩がチーフプロデューサーまたは総合演出を担当していた全ての番組のプロデューサーを担当した。読売テレビ復帰後は、白岩が手がけた番組や、過去に白岩が手がけた番組と同じ手法の番組を立ち上げるなど後継者的存在にあり、「ダウンタウンDX」など、東京で収録を行う番組のプロデュースを中心に担当している。
2010年6月30日から2015年3月31日まで、ワイズビジョンに出向し代表取締役社長に就任。また担当番組のチーフプロデューサーを自身を含む2人制に変更している（「秘密のケンミンショー」「にけつッ！！」は木谷俊樹→前西和成が、「ダウンタウンDX」は西田二郎→山内隆行がそれぞれ担当）。
2015年4月1日から6月30日まで、東京制作局次長兼東京制作部長。2015年7月1日より2017年5月31日まで東京制作局長代理兼チーフプロデューサー。2017年6月1日より制作局長代理兼東京制作センター長兼チーフプロデューサー。
2017年6月8日から担当番組のチーフプロデューサーを再び自身を含め2人制に変更した（「秘密のケンミンSHOW」は片岡克也、「ダウンタウンDX」は勝田恒次がそれぞれ担当する）。
2018年6月1日から事業局長。
2020年7月1日からは制作局長兼務となった。
2021年1月1日からは事業局がビジネスプロデュース局に編入したため事業局長兼務から解除となった。
2021年6月1日付で執行役員に昇進。
2022年6月23日付で取締役営業・東京支社担当兼営業局長に昇進。

## 主な担当番組

### 読売テレビ時代

#### 過去の番組
ディレクター
- 鶴瓶・上岡パペポTV ※番組開始 - 1991年1月までAD、同年2月 - 1993年3月までディレクター。
- 怒涛のくるくるシアター ※途中からプロデューサー兼任
- 週刊テレビ広辞苑
- ざまぁKANKAN! ※VTR取材担当

プロデューサー
- HAMASHO
- 新どっちの料理ショー
- ニッポン旅×旅ショー

チーフプロデューサー
- ダウンタウンDX(開始当初はディレクター → 1995年4月よりプロデューサー兼ディレクター → 1990年代末期 - 2008年9月までプロデューサー → 同年10月 - 2018年5月31日までチーフプロデューサー、1994年末スペシャルのみ演出を担当)
- 木曜日の丼
  - メンタルヌード
  - マルバレ!
  - 芸能人口コミの店 えぇ処
  - グッピー!!
- MusiG
- 音リコ!
- よしもと丼
- 嗚呼!花の料理人
- 浜ちゃんと!
- 音笑!ミックスジュース
  - WWW
  - MMM
- はじめての一枚
- マチャミ&なるみのいただき!ナハ〜レ
  - マチャミ&なるみのぶっちゃけナハ〜レ!
- キャラもん
- ミリオンの扉（月2回放送）
- 祇園笑者
- 特盛!よしもと 今田・八光のおしゃべりジャングル
- 浜ちゃんが!
- にけつッ!!
- 秘密のケンミンSHOW
- ベストヒット歌謡祭 ※2015・2016年

### ワイズビジョン時代
すべてプロデューサーを担当。
- ダウンタウンDX
- HAMASHO
- うっひゃ〜!!はなさかロンドンブーツ（フジテレビ）
- わらいのじかん（テレビ朝日）
- フジリコ
- スキヤキ!!ロンドンブーツ大作戦（テレビ東京）
- 松本紳助